# Ralph Percy

Stemma della famiglia Percy

Ralph Percy (Alnwick, ... – 1464) fu cavaliere, governatore del castello di Bamburgh e combattente nella guerra delle due rose dalla parte dei Lancaster.

## Biografia
Era figlio di Henry Percy, II conte di Northumberland e di Eleanor Neville, discendente di Giovanni Plantageneto, I duca di Lancaster.
Nacque dunque dall'unione delle due più importanti famiglie inglesi dell'epoca, destinati tuttavia ben presto a scontrarsi e a combattere su opposti fronti nella guerra delle due rose.
Tra il 1462 ed il 1463 i lancasteriani tentarono di destabilizzare il regno governato dal re Yorkista Edoardo IV d'Inghilterra. Questi tentativi si concentrarono nel nord e vennero diretti dalla regina lancasteriana Margherita d'Anjou, moglie dello spodestato re lancasteriano Enrico VI d'Inghilterra.
Richard Neville, XVI conte di Warwick guidò le campagne per neutralizzare i lancasteriani nel nord a partire dal 1460. Come risultato, Sir Ralph Percy cedette il castello di Bamburgh ad Edoardo IV in cambio del suo perdono. Sir Ralph giurò fedeltà verso il re il quale, stando al suo piano di conciliazione, gli restituì poi le terre. Ralph si trovò in tal modo ad essere governatore sia del castello di Bamburgh sia del castello Dunstanburgh.
I combattimenti nel nord del regno continuarono, inaspriti dall'invasione della Scozia. Quando gli scozzesi cercarono la pace, John Neville, I marchese di Montagu fu mandato a stabilire i termini dell'accordo di pace. Il 25 aprile 1464, Montague si trovava sulla via per Norham. Il duca di Somerset (che si era arreso e giurato fedeltà al re) e Percy, rinnegando la loro alleanza al re, attaccarono Montague con 5 000 uomini. Il luogo della battaglia che ne seguì fu Hedgeley Moor, sette miglia a sud di Wooler. Nel conflitto Percy guidò l'avanguardia di Somerset ma rimase ucciso.
Percy si sposò due volte, la prima con Eleanor Acton da cui ebbe sei figli:
- Sir Ralph Percy;
- Peter Percy, antenato dei presidenti degli USA Franklin Pierce e George W. Bush;
- Sir Henry Percy;
- George Percy;
- John Percy;
- Margaret Percy.

Dal secondo matrimonio con Jane Teye ebbe una figlia:
- Catherine Percy